# تارت الزبدة
تارت الزبدة هو نوع من المعجنات التي تحظى بتقدير كبير في المطبخ الكندي، وتعتبر من الحلويات الجوهرية في كندا. مكوناته هي زبدة وسكر والبيض وشراب حلو تستخدم كحشوة لفطيرة قشرية (رقائق) وتخبز حتى تصبح الحشوة شبه صلبة وتصبح الفطيرة مقرمشة. لا ينبغي الخلط بين تارت الزبدة وفطيرة الزبدة (فطيرة لذيذة من منطقة برستون في لانكشر في إنجلترا) أو مع بودينغ الخبز والزبدة.
تختلف وصفات تارت الزبدة حسب الأسر التي اشتهرت بخبزها. وبسبب ذلك، فإن مظهر ومواصفات التارت وصلابة العجينة أو اتساق الحشوة تختلف.
تقليدياً، تتكون التارت الكندية الإنجليزية من الزبدة والسكروالبيض ورقائق الباتسري، على غرار التارت الكندية الفرنسية، كما تشبه فطيرة جوز البقان الأمريكية بدون وضع مكسرات على وجهها. تختلف تارت الزبدة عن فطيرة البقان في أن حشوتها تكون سائلة القوام بسبب عدم استخدام نشا الذرة. يضاف الزبيب أو الجوز أو البقان حسب الوصفة التقليدية.
يضيف بعض الخبازين نكهات غريبة. فبعضهم يضيف لحم الخنزير المقدد أو القرع أو الفلفل الحار أو الكراميل خاصة في مسابقات الطبخ.

## التاريخ
كانت تارت الزبدة شائعة في مطبخ الرواد الكنديين، وقد حافظوا عليها كطبق معجنات كندي، وقد اتبعوا إحدى الوصفات كندية الأصل في الإعداد. تؤكل هذه التارت في المناطق التي يتحدث سكانها الإنجليزية في كندا في المقام الأول.
أقدم وصفة كندية منشورة لتارت الزبدة تعود لمنطقة باري في أونتاريو ويعود تاريخها لعام 1900، ويمكن إيجادبها في كتاب الطبخ «مساعِد المرأة» التابع لمستشفى فيكتوريا الملكي. كما تم العثور على منشور قديم للوصفة يعود لعام 1915.
تصنع فطائر شبيهة في اسكتلندا، تعرف باسم «تارتات إكليفتشان» من بلدة إكليفيتشان. أما في فرنسا، فتصنع فطيرة شبيهة تعرف بالفرنسية باسم tarte à la frangipane، لكنها تختلف عن الوصفة الكندية في أنهم يضيفون اللوز المطحون.

## الهوية الثقافية
تارت الزبدة جزء لا يتجزأ من المطبخ الكندي الشرقي، وهي مصدر فخر ثقافي للمجتمعات في أونتاريو خصوصاً وفي كندا عموماً. هذه العلاقة الثقافية المجتمعية مع التارت أنشأت فعاليات سياحية كمهرجان تارت الزبدة في بحيرات مسكوكا في أونتاريو، والعلامة التجارية "Butter Tart Trail" في ويلينغتون نورث (أونتاريو) و«جولة تارت الزبدة» في كوارثاس نورثامبيرلاند، أونتاريو.
من أهم المهرجانات التي تقام لتارت الزبدة مسابقة وفعالية سنوية تقام في ميدلاند (أونتاريو). تجذب هذه المسابقة الخبازين من مختلف أنحاء أونتاريو، وهي أكبر احتفالية بعنوان «تارت الزبدة» تقام في كندا، فقد بيع حوالي 50,000 قطعة في سوق المهرجان عام 2014.

## وصلات خارجية
- وصفة اسكتلندية
- وصفة تارت الزبدة الكندية من مجلة بي بي سي للطعام الجيد